# Melmont
Melmont az Amerikai Egyesült Államok északnyugati részén, Washington állam Pierce megyéjében elhelyezkedő kísértetváros.
A Northwest Improvement Company szénbányája 1900-ban nyílt meg; a kitermelt nyersanyagot a Northern Pacific Railway gőzmozdonyainak üzemeltetésére használták. A különböző nemzetiségű munkások szegregálódva éltek.

## Történet
A településen kitermelt nyersanyagot vasúton szállították az öt kilométerre fekvő Carbonadóba. A helyi bánya 16 éve alatt 900 ezer tonna (naponta 750 tonna) szenet termeltek, ez a megyei export 4%-a.
1905. december 24-én a Jack Wilson munkafelügyelő háza alatt elhelyezett dinamitok felrobbantak, melynek következtében a térség házainak ablakai betörtek. Wilson és lánya a házban aludtak, azonban nem sérültek meg. A robbantással David Steele bányászt gyanúsították meg, azonban bizonyítékok hiányában a vádat később ejtették.
1915-ben a posta bezárt, így a küldeményeket a fairfaxi hivatalon keresztül juttatták célba. 1918-ban a Northwest Improvement Company kivonult a településről, azonban az 1917 és 1919 között működő Carbon Hill Coal Company bányái továbbra is üzemeltek. A melmonti bányászok a United Mine Workers 2963. számú szakszervezeti csoportját alkották. Az 1920-as évek elejére a bányák többsége bezárt, egy erdőtűz pedig a település épületeinek többségét megsemmisítette. Az utolsó melmonti lakos Andrew Montleon volt, aki a másodjára épült iskola alagsorában élt.
Az iskola épületét Steven Poch 1920-ban megvásárolta, hogy a faanyagot saját házához használhassa.

## Fordítás
- Ez a szócikk részben vagy egészben  a   Melmont, Washington című angol Wikipédia-szócikk ezen változatának fordításán alapul.  Az eredeti cikk szerkesztőit annak laptörténete sorolja fel. Ez a jelzés csupán a megfogalmazás eredetét és a szerzői jogokat jelzi, nem szolgál a cikkben szereplő információk forrásmegjelöléseként.